# José Fonte
José Miguel da Rocha Fonte, född 22 december 1983, är en portugisisk fotbollsspelare (mittback) som spelar för Braga.

## Karriär
I februari 2018 värvades Fonte av kinesiska Dalian Yifang. I juli 2018 värvades Fonte av franska Lille, där han skrev på ett tvåårskontrakt. Fonte gjorde sin Ligue 1-debut den 18 augusti 2018 i en 0–0-match mot Monaco. Den 9 augusti 2019 förlängde Fonte sitt kontrakt i Lille fram till 2021. I juli 2021 förlängde han sitt kontrakt med ett år. I maj 2022 förlängde Fonte återigen sitt kontrakt med ett år.
Den 19 juli 2023 återvände Fonte till Portugal och skrev på ett ettårskontrakt med Braga.

## Meriter
Lille
- Vinnare av Ligue 1: 2020/2021